# 冠狀齒輪

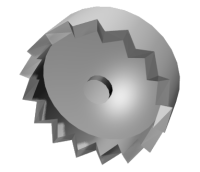
冠齿轮

冠齿轮（英：crown wheel）是節錐角為90度的傘齒輪，齿分布在端面。節錐角不是90度，就只會稱為伞齿轮。冠齿轮可以和一个或多个小齒輪啮合，讓旋轉運動改变速度和角度。
冠状齿轮在过去由于受计算理论和加工条件限制，不如普通伞齿轮应用多。通过新工艺优化，现在加工精度可达DIN 3967五级要求。

## 优点

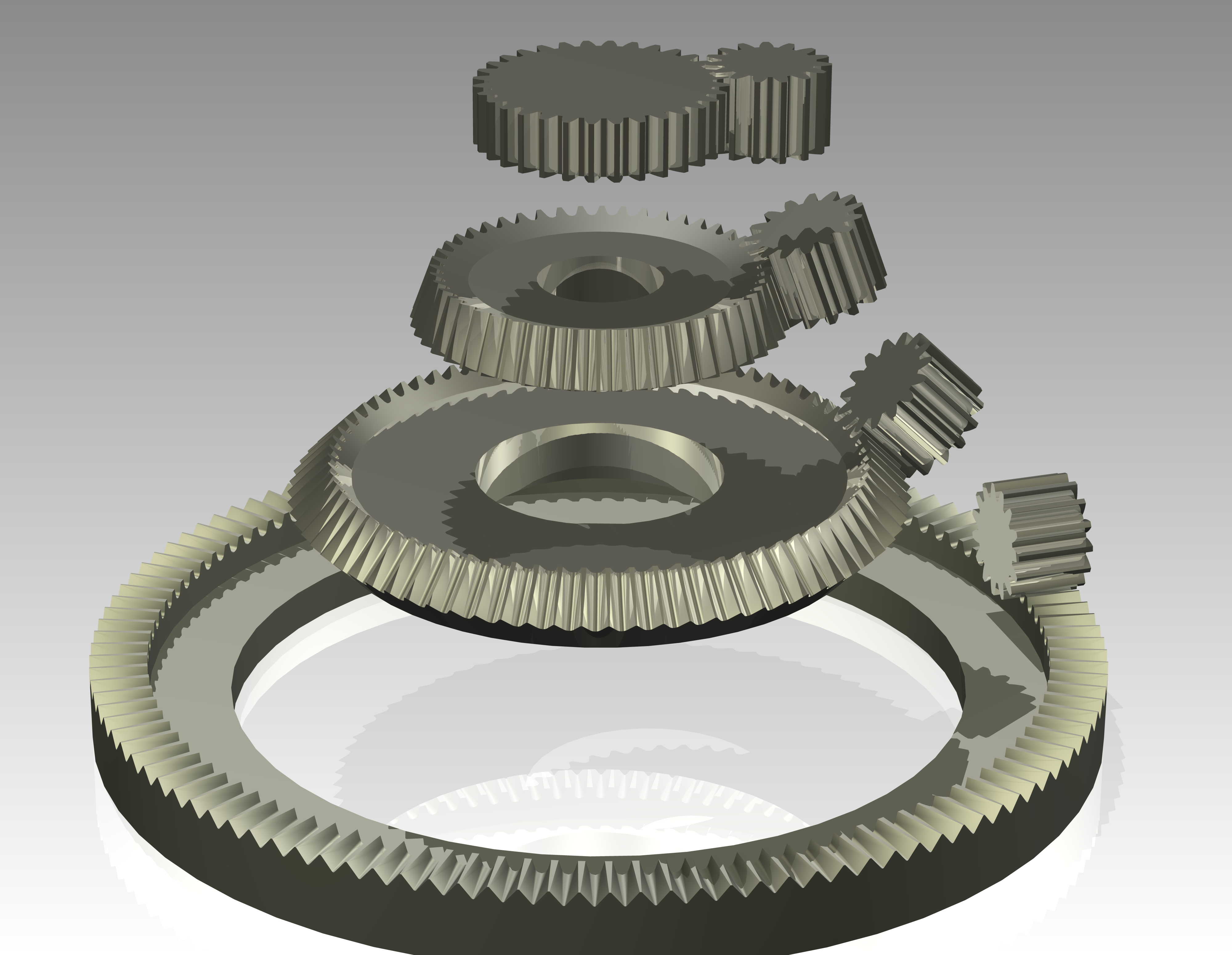
上面一个正齿轮，中间两个伞齿轮，下面一个冠状齿轮分别与小齿轮在不同的角度啮合。

冠状齿轮体积小，结构紧凑，传递扭矩大，只要在轴向定位部分稍作设计，可以使其过载时能“打滑”，有自我保护作用。一般用在机械的变速、换向离合器上。冠状齿轮和小齿轮轴的夹角可在0°~150°之间的任意角度。小齿轮可以在轴向移动。

## 应用
冠状齿轮可以使用在
- 单轨铁路驱动系统
- 汽车或摩托车驱动
- 手术台的旋转装置